# Голубская война
Го́лубская война́ (пол. Wojna golubska; англ. Gollub War) — двухмесячная война Тевтонского ордена с Королевством Польским, Великим княжеством Литовским и Молдавским княжеством, произошедшая в 1422 году. Закончилась подписанием Мельнского мира, по которому Орден навсегда отказывался от претензий на Жемайтию. Последняя война Тевтонского ордена с Великим княжеством Литовским.

## Предыстория конфликта
Первый Торуньский мир 1411 года не решил всех противоречий между Тевтонским орденом и союзными Королевством Польским и Великим княжеством Литовским. Не была определена прусско-жемайтская граница. Великий князь литовский Витовт претендовал на весь правый берег Немана, включая Мемель (Клайпеду). В свою очередь крестоносцы требовали, чтобы после смерти Витовта и польского короля Ягайло Жемайтия была передана Ордену (одно из условий Торуньского мира). Польша претендовала на Хелминскую землю (Кульмерланд), Западное и Восточное Поморье (Померанию и Померелию). Короткая Голодная война 1414 года и последовавшие за ней переговоры на Констанцском соборе также не принесли разрешения, однако перемирие было продлено до 1418 года.
Новый этап переговоров стартовал после окончания перемирия в 1419 году. Посредником выступил папский легат архиепископ миланский Бартоломео Капри. Для дальнейшего урегулирования посредником выступил сам император Священной Римской империи Сигизмунд. 6 января 1420 года во Вроцлаве император объявил Торуньский мир действительным и справедливым, то есть настоял на неизменности ситуации. Сигизмунд гарантировал Ордену даже больше прав, чем он того требовал. Такое решение императора можно объяснить его стремлением заручиться поддержкой крестоносцев в борьбе с гуситами, которых поддерживал Витовт.
Ягайло и Витовт категорически отвергли вердикт Сигизмунда. Настаивая на своих правах на спорные территории, Ягайло безуспешно обратился к папе Мартину V. 8 апреля 1421 года в Кракове Ягайло заключил направленный против Ордена наступательно-оборонительный союз с маркграфом и курфюрстом Бранденбурга Фридрихом I Гогенцоллерном. При посредничестве Фридриха и папского легата перемирие было продлено до 1422 года.

## Ход войны
Опасаясь открытой вооруженной интервенции Ягайло и Витовта в Чехию, Сигизмунд добивался от нового великого магистра Тевтонского ордена Пауля фон Русдорфа, незадолго до этого распустившего большинство наёмников, вступления в войну с Польшей и Великим княжеством. 17 июля война была объявлена. Войска Ягайло и Витовта, сконцентрированные в районе Червинска-над-Вислой, выступили на Осттероде, незначительные силы Ордена были вынуждены отступить к Любову. Когда стало ясно, что осадные орудия задерживаются, Ягайло приказал выступать на столицу Ордена Мариенбург. По пути были взяты Рисенбург и Голлуб, однако взять Чёнси не удалось. Как и во время Голодной войны, обе стороны избегали крупных сражений.
Ягайло решил закончить войну прежде, чем войска Ордена получат подкрепление из Священной Римской империи. 17 сентября было заключено перемирие, через десять дней в Мельно был подписан мир. Борьба между Тевтонским орденом и Великим княжеством Литовским за Жемайтию была завершена победой последнего.